# Kusma (Peipsiääre)
Kusma is een plaats in de Estlandse gemeente Peipsiääre, provincie Tartumaa. De plaats heeft de status van dorp (Estisch: küla) en telt 37 inwoners (2021).
Tot in oktober 2017 viel Kusma onder de gemeente Vara. In die maand werd Vara bij de gemeente Peipsiääre gevoegd.
Kuusiku ligt aan de Tugimaantee 43, de secundaire weg van Aovere via Kallaste naar Kasepää.
In het dorp ligt een oude begraafplaats, die in gebruik is geweest tussen de 13e en de 15e eeuw en waar volgens de overlevering Woten begraven liggen.

## Geschiedenis
Kusma werd voor het eerst genoemd in 1582 onder de naam Kuzma. Kuzma (Кузьма) is een Russische voornaam; waarschijnlijk was het de naam van een boer die daar woonde, In het dorp ligt een boerderij die ook Kusma heet. De nederzetting lag op het landgoed van Vara. In 1638 heette ze Kuschma en in 1811 Kusmaküll. In 1977 werd het buurdorp Poriküla bij Kusma gevoegd.